# Copa Perú
La Copa Perú è una competizione calcistica costituita da un insieme di leghe, dalla quarta fino all'ottava serie del campionato peruviano di calcio. Divisa in quattro fasi, prevede un articolato sistema di promozione e retrocessione.
È organizzata dalla FPF, la federazione calcistica peruviana.

## Storia
Creata nel 1967, la Copa Perú svolgeva la funzione di secondo livello nazionale a cui erano ammesse tutte le squadre del paese; dopo una serie di eliminatorie prima su base provinciale e poi regionale, la squadra vincente conquistava la promozione nella massima serie peruviana. Con l'aumento delle squadre partecipanti al Descentralizado (articolato in due fasi: regionale e nazionale) la vincente della Copa Perú otteneva la possibilità di partecipare alle eliminatorie su base regionale per accedere poi alla fase nazionale del massimo torneo.
Nel 1993 è stata creata la Segunda División con la funzione di secondo livello nazionale per le squadre della zona di Lima che andava ad affiancarsi alla Copa Perú la quale svolgeva un'analoga funzione per le squadre del resto del paese; le squadre campioni dei rispettivi tornei guadagnavano la promozione diretta nella massima categoria (dal 1998 fino al 2001 la vincente della Segunda División ha giocato uno spareggio promozione/retrocessione contro la penultima classificata della massima divisione).
Nel 2005 la Segunda División è stata incorporata nella Copa Perú e ha svolto la funzione di eliminatoria regionale per le squadre di Lima e della sua area metropolitana.
Dal 2006 la Segunda División è stata aperta anche a squadre provenienti dal resto del paese ed è tornata ad essere un torneo separato dalla Copa Perú. La formula in vigore dal 2006 prevede la promozione diretta (a patto che il club abbia i requisiti necessari) nel Descentralizado sia per la vincente della Segunda División che per la vincente della Copa Perú, mentre la finalista perdente della Copa Perú ottiene il diritto di partecipare alla Segunda División dell'anno successivo.
Nel 1966 la Prima Divisione fu chiamata Descentralizado. Le squadre esterne alla capitale Lima potevano partecipare alla prima divisione professionistica. L'anno successivo venne introdotta la Copa Perú, nella quale tutte le squadre non professionistiche del Perù potevano competere, dove il vincitore otteneva la promozione in Prima Divisione.
Dopo aver giocato molti turni eliminatori, una volta rimaste sei squadre nella competizione, hanno giocato un torneo finale all'italiana a Lima. 
Nel 1972 l'Atlético Grau de Piura vinse il torneo e, secondo la normativa in vigore quell'anno, León de Huánuco fu promosso al secondo posto. Nel 1974 non c'era la finale, quindi non c'era il campione; Dopo sette anni, i dirigenti della Federcalcio peruviana e dell'Istituto Nazionale di Ricreazione, Educazione Fisica e Sport (INRED), sotto le raccomandazioni del Governo Rivoluzionario delle Forze Armate, riformularono le basi del Campionato Decentralizzato e furono istituite dodici regioni in cui le squadre provinciali di Prima Divisione riconvaliderebbero la propria categoria con i campioni dipartimentali della rispettiva regione.
Nel 1974 il torneo si concluse con la Fase Regionale e non si svolse alcuna finale. I campioni dipartimentali si qualificarono per il Reclasificatorio Regionale del 1974 con le ultime squadre del Torneo Descentralizado del 1973 che dovettero restare nella categoria. Alla fine del Reclasificatorio Regional del 1974, le squadre Alfonso Ugarte, Barrio Frigorífico, Carlos A. Mannucci, Deportivo Junín, Piérola, Unión Huaral, Unión Pesquero e Walter Ormeño furono promosse al Torneo Descentralizado 1974.
Nel 1984 la Prima Divisione passò da 16 a 44 squadre: dopo la prima fase della stagione, un Campionato Regionale qualificò le squadre per il Decentralizado, con da 16 a 18 squadre. Le squadre della Copa Perú si sono qualificate per la competizione regionale. In seguito il torneo declinò.
Il 1987 è stato l'ultimo anno in cui è stata disputata una finale. Il concorso è stato sospeso a causa del disinteresse e della crisi economica generale durante il primo mandato del presidente Alan García. Nel 1992 la Prima Divisione tornò al formato normale (16 squadre). Nel 1993 la Copa Perú fu reintrodotta come competizione di Seconda Divisione, ma solo per squadre fuori Lima. Dal 1993 esiste anche una Seconda Divisione per le squadre che gareggiano con sede a Lima.
Nel 1998 avviene un cambiamento importante: otto squadre della fase regionale si qualificano per la fase finale. Questo è stato giocato come un tradizionale torneo di coppa con gare di andata e ritorno. Il vincitore ottiene la promozione in massima serie. Nel 2004 il torneo è stato ampliato a 16 squadre, in modo che potessero competere anche le squadre di Lima. La vincitrice e seconda della Seconda Divisione ha giocato gli ottavi di finale della Copa Perù. Tuttavia, nel 2006 questo formato è stato abolito, con l'introduzione della Segunda División. Nel 2008, la Fase nazionale venne modificata: le quattro squadre che si qualificarono per le semifinali giocarono una fase finale a gironi; i primi due furono promossi in Prima Divisione.
Nel 2009, la Federcalcio peruviana ha ufficializzato la creazione delle Ligas Superiores del Perù. Le Ligas Superiores si raggrupperanno in un gruppo selezionato di club di ogni reparto, che si affronteranno solo tra loro e lanceranno un campione e un secondo classificato che si accorderanno direttamente, per ora, per giocare un fuoricampo contro i club rimasti primo e secondo della Fase Dipartimentale. Per il 2009, nove Confederazioni Dipartimentali le avevano adottate: Arequipa, Ayacucho, Cajamarca, Huánuco, Lambayeque, Pasco, Piura, Puno e Tumbes .
Il 23 agosto 2022, la Federcalcio peruviana ha confermato che non ci saranno più promozioni dirette alla Prima Divisione del Perù, ma che a partire dal 2023 le promozionii saranno assegnate alla Seconda Divisione del Perù.
Alla fine del 2023, la Federcalcio peruviana, unitamente alle disposizioni della FIFA, fonda un campionato semiprofessionale denominato Lega 3 per l'anno 2025. Pertanto, il torneo di Copa Perú diventerà la quarta divisione peruviana.

### Livelli della divisione
| Anno      | Livello | Promosso in                         |
| --------- | ------- | ----------------------------------- |
| 1967–1973 | 2       | Primera División                    |
| 1974      | 3       | Reclasificatorio Regional           |
| 1975-1990 | 3       | Primera División                    |
| 1991      | 3       | Torneo Zonal                        |
| 1992-2022 | 2       | Primera División / Segunda División |
| 2023-2024 | 3       | Liga 2                              |
| 2025      | 4       | Liga 3                              |

## Fasi della competizione

### Fase distrettuale

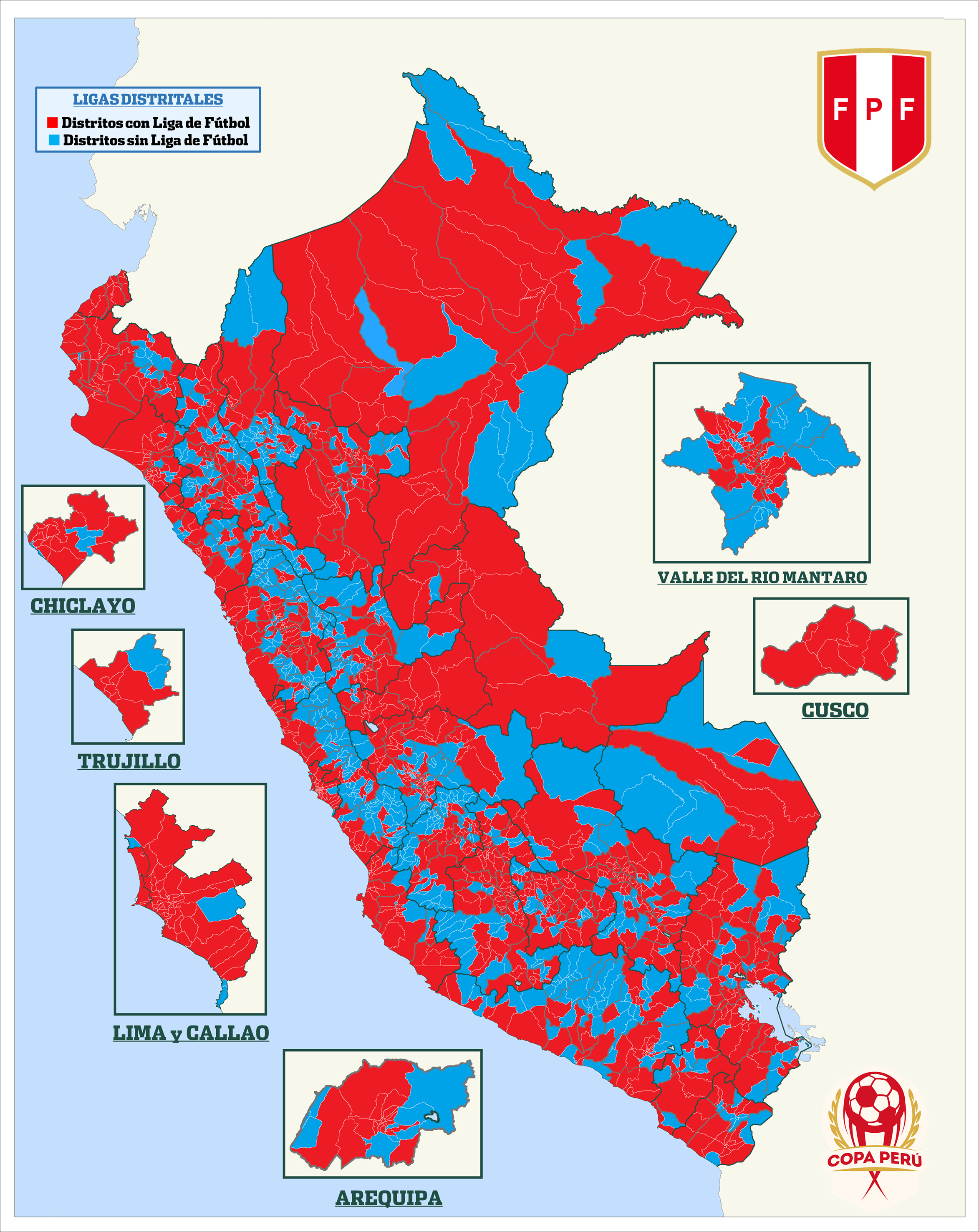
Mappa delle leghe distrettuali del Perù

Si tratta di un torneo regolare di tipo campionato, al quale partecipano un massimo di 12 squadre per ogni distretto affiliato; ad eccezione dei campionati del Dipartimento di Lima, dove partecipano fino a un massimo di 16 squadre. Il campione del distretto e il secondo classificato si qualificano per la Fase Provinciale; anche se con alcune eccezioni, possono qualificarsi fino a 3 squadre per campionato, come nel caso delle Leghe Distrettuali della Provincia di Lima.

### Fase Provinciale
È un torneo in cui i classificati della fase precedente partecipano in formato girone. Il campione di ogni lega provinciale e il secondo classificato si qualificano per la fase dipartimentale e quelli non classificati ritornano nella lega Distrettuale di appartenenza.
Le squadre eliminate agli ottavi della stagione precedente hanno diritto a iniziare la loro partecipazione da questa fase, unendosi alle squadre classificate delle leghe distrettuali.

### Fase Dipartimentale
È un torneo in cui i classificati della fase precedente partecipano in formato girone. In questa fase hanno diritto a partecipare anche i club retrocessi dalla Liga 2 e i club eliminati dai quarti di finale della Fase Nazionale della precedente Copa Perù, se e solo se i club non decidono di partire dalla Fase Distrettuale. Il vincitore di ogni lega dipartimentale e il secondo classificato si qualificano per la Fase Nazionale e quelli non classificati, come per la Fase Provinciale, ritornano alla loro lega distrettuale di appartenenza.
Da questa fase inizieranno la loro partecipazione la stagione successiva le squadre eliminate ai quarti di finale, che si uniscono alle squadre classificate prime e seconde nelle leghe Provinciali.

### Fase Nazionale
È un torneo eliminatorio al quale partecipano le 50 squadre qualificate della fase precedente, si compone di 6 fasi:
- Fase 1 - Girone unico

Le 50 squadre giocano sei partite, affrontando 3 rivali, che saranno organizzate per vicinanza geografica, con ciascuna squadra che giocherà 3 partite in casa e 3 trasferte ad intervallo. Le squadre campione delle leghe dipartimentali affrontano le squadre seconde e viceversa. Una volta terminate le sei date di questa fase, tutte le squadre sono organizzate in un'unica tabella a girone unico, dove le prime 32  avanzano alla fase successiva e le restanti 18 ritornano nella Lega distrettuale di origine.
- Fase 2 - Eliminazione diretta

Per questa fase le squadre classificate tra le posizioni da 1 a 16 della Classifica Unica hanno la facoltà di scegliere la sede della prima o della seconda partita, nonché di giocare con un club classificato tra le posizioni da 17 a 32. L'ordine delle partite in questa fase è del tipo Chiave 1: Classificata 1 vs. Classificato 32, e così via fino alla Chiave 16. Gli eliminati ritornano alla Lega Distrettuale di origine.
Anche negli ottavi di finale, le squadre meglio piazzate nel campionato a girone unico hanno il potere di scegliere la sede di casa. Gli eliminati agli ottavi, hanno diritto a partecipare all'edizione successiva della propria Lega Provinciale, regole che valgono anche per i quarti di finale e semifinale valgono le stesse regole. La finale è la partita nella quale si affrontano le vincitrici delle semifinali, che si affrontano in una gara secca o in un unico incontro, su campo neutro, per determinare il campione della competizione.

## Albo d'oro
- 1967:  Alfonso Ugarte (Chiclín) (1º)
- 1968:  Carlos A. Mannucci (1º)
- 1969:  Carlos A. Mannucci (2º)
- 1970:  Atlético Torino (1º)
- 1971:  Melgar (1º)
- 1972:  Atlético Grau (1º)
- 1973:  Huracán (1º)
- 1974: Non disputato
- 1975:  Atlético Torino (2º)
- 1976:  Cor. Bolognesi FC (1º)
- 1977:  Atlético Torino (3º)
- 1978:  Juventud La Palma (1º)
- 1979:  ADT (1º)
- 1980:  León de Huánuco (1º)
- 1981:  UTC Cajamarca (1º)
- 1982:  Atlético Torino (4º)
- 1983:  Sport Pilsen (1º)
- 1984:  Los Espartanos (1º)
- 1985:  Hungaritos (1º)
- 1986:  Deportivo Cañaña (1º)
- 1987  Libertad de Trujillo (1º)
- 1988-1992 non disputato
- 1993:  Juan Aurich (1º)
- 1994:  Atlético Torino (5º)
- 1995:  La Loretana (1º)
- 1996:  José Gálvez (1º)
- 1997:  Juan Aurich (2º)
- 1998:  IMI de Talara (1º)
- 1999:  Sport Coopsol (1º)
- 2000:  Est. de Medicina (1º)
- 2001:  Cor. Bolognesi FC (2º)
- 2002:  Atl. Universidad (1º)
- 2003:  U. César Vallejo (1º)
- 2004:  Sport Áncash (1º)
- 2005:  José Gálvez (2º)
- 2006:  Total Clean (1º)
- 2007:  Juan Aurich (3º)
- 2008:  Sport Huancayo (2º)
- 2009:  León de Huánuco (2º)
- 2010:  Unión Comercio (1º)
- 2011:  Real Garcilaso (1º)
- 2012:  UTC Cajamarca (2º)
- 2013:  San Simón (1º)
- 2014:  Sport Loreto (1º)
- 2015:  La Bocana (1º)
- 2016:  Sport Rosario (1º)
- 2017:  Dep. Binacional (1º)
- 2018:  Pirata FC (1º)
- 2019:  Carlos Stein (1º)
- 2020: non terminato
- 2021:  ADT (2º)
- 2022:  Deportivo Garcilaso (1º)
- 2023:  ADA (1º)
- 2024:  Tacna Heroica (1º)